# Wasschilderen

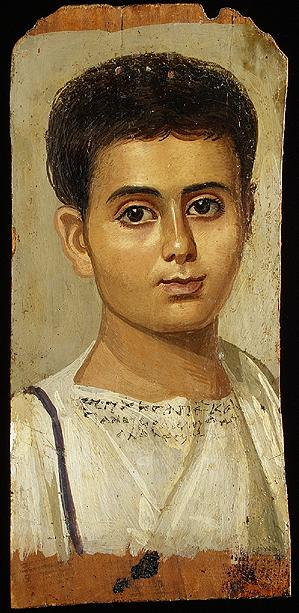
Egyptisch doodsportret van een jongen

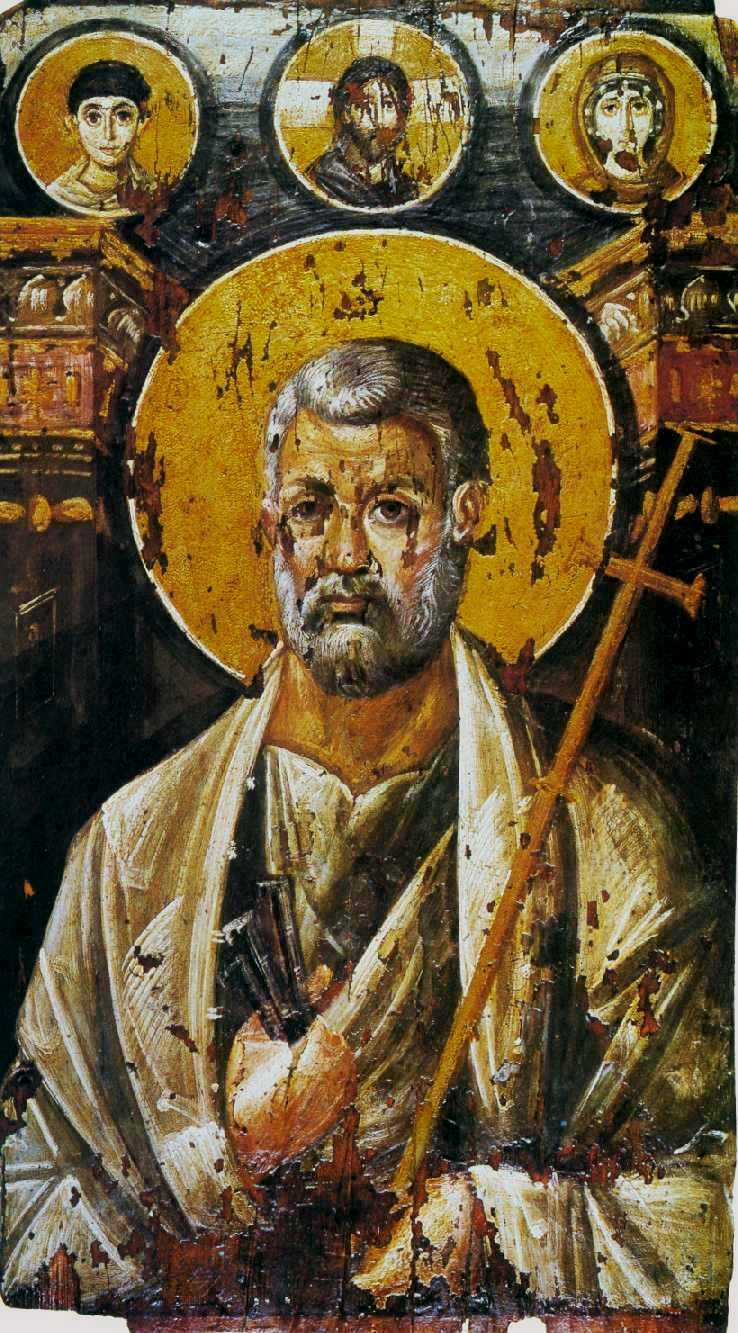
Icoon van Petrus in het Katharinaklooster in de Sinaï

Wasschilderen (of  Encaustic painting, in het Nederlands ook encaustiek genoemd) is een schildertechniek, waarbij pigmenten vermengd worden met hete bijenwas, hars en nog een paar stoffen, in verschillende kleuren. De techniek is vermoedelijk rond 1000 v.Chr. ontstaan.

## Ontstaan en heropleving
Het precieze jaar van ontstaan is niet te achterhalen, maar 600 jaar v.Chr. werd encaustiek al bezongen. Voor het begin van onze jaartelling werd er tot aan de Middeleeuwen geschilderd met bijenwasverf. In Parijs is bij een opgraving een atelier uit de 13e eeuw blootgelegd, waar men gereedschappen vond die ongetwijfeld te maken hadden met het gebruik van bijenwasverf.
Door het gebruik van tempera en olieverf verdween deze schilderkunst. De techniek was te bewerkelijk. De Franse archeoloog/kunstenaar graaf Philippe Caylus (31 oktober 1629 - 5 september 1765) probeerde aan de Parijse kunstacademie de vroegere methode te herleiden, maar hij kwam niet tot eenzelfde resultaat. In Duitsland dook encaustiek weer op door toedoen van koning Lodewijk I van Beieren. Hij stuurde zijn hofschilder Carl Rottmann (11 januari 1797 - 7 juli 1850) naar Griekenland. Rottmann kwam terug met in was geschilderde landschappen op steen, die tentoongesteld werden in de Neue Pinakothek in München. Deze opleving zette zich langzaam voort tot in deze tijd.

## Techniek
In de oudheid werd vermoedelijk gebruikgemaakt van lepels boven een houtskoolvuur die de wasverf deed smelten, waardoor deze met spatels en penselen kon worden verwerkt. De exacte werkwijze is nooit achterhaald. De nieuwe methode om met was te schilderen is veel eenvoudiger, omdat men gebruik kan maken van elektrische apparaten. Deze methode is onder meer door de Engelse kunstenaar Mikel Bossom (25 juli 1956) en de Nederlandse kunstenares Elisabeth van Uden (14 december 1938) populair gemaakt. Tegenwoordig wordt encaustiek over de hele wereld toegepast en heeft het zijn plek binnen de kunstwereld heroverd.  
In de nieuw ontwikkelde techniek smelt men bijenwasverf op de zool van een strijkboutje en plaatst deze direct op een ondergrond. Andere elektrische warmtebronnen die gebruikt kunnen worden zijn warmtelamp, heteluchtpistool, rechaud, tjanting en tekenpen. Via een warmtebron, om de wasverf vloeibaar te maken, kan men ook met gewone penselen werken.
Door de schildering zachtjes op te wrijven ontstaat een diepe zachte glans. Wasschilderingen hebben geen fixatief nodig, maar die is wel aan te bevelen, omdat (vette) was stof aantrekt. Het fixeren doet men, na het werk opgewreven te hebben, met speciale wasfixatief (sealer), die geëigend is voor was- en acrylschilderingen. Wasschilderingen reageren op de omgevingstemperatuur en bij harde fixatief kan de (dikke) waslaag breken. Een wasschildering waar geen sealer op zit, kun je opnieuw laten smelten en veranderen, maar de bestaande kleuren gaan zich wel vermengen. Enige kennis van de kleurenleer is hierbij gewenst.

## Voorbeelden van encaustiek
De beroemde Egyptische Fajoemportretten uit de eerste tot derde eeuw n.Chr. zijn met bijenwasverf op sarcofagen geschilderd. Ze zijn aangetroffen in grafkamers en verkeerden in een uitstekende conditie. De ontdekker archeoloog prof. Petrie consolideerde de portretten en stuurde deze naar Konstantinopel. De kunstschatten moesten uiteraard in Egypte blijven. Toen Petrie na enige tijd zelf in Konstantinopel kwam, lagen de sarcofagen tot zijn verbijstering opgeslagen in de buitenlucht. Hij kreeg een woedeaanval en om hem te kalmeren mocht hij de helft van de kunstschatten uitvoeren. Ze zijn te zien in het British Museum in Londen.

Halverwege de 20e eeuw schilderde kunstschilder Jasper Johns, objectkunstenaar van de popart, zijn Vlag op oranjekleurig veld (Museum Ludwig in Keulen) met encaustiek. Ook zijn er oude iconen die geschilderd zijn met bijenwasverf; een bekende is die van Petrus in het Katharinaklooster in de Sinaï.

Omdat gebleken is dat pure bijenwas (als medium) met olieverf craquelé voorkomt, wordt het veelal door kunstschilders toegepast. De Nederlandse kunstschilder Jan Wiegers leerde deze techniek van Ernst Ludwig Kirchner en gaf haar door aan zijn tijdgenoten van "De Ploeg".